# خلیل کندی (نمین)
خلیل کندی یک روستا در ایران است که در دهستان گرده واقع شده‌است.